# Букойчани
Букойчани (на македонска литературна норма: Букојчани; на албански: Bukojçani) е село в Северна Македония в община Кичево.

## География
Разположено е в областта Горно Кичево в южното подножие на планината Буковик.

## История
Според османски документи през 1747 – 1748 година жителите на Букойчани водят съдебни дела срещу жителите и спахията на селата Ягол и Стрегомище (Горно и Долно Строгомище), които завладели пасищата на Букойчани.
В XIX век Букойчани е българско село в Кичевска каза на Османската империя. В „Етнография на вилаетите Адрианопол, Монастир и Салоника“, издадена в Константинопол в 1878 година и отразяваща статистиката на населението от 1873 година, Букойгшани (Boukoïgchani) е посочено като село с 8 домакинства с 29 жители българи.
Според статистиката на Васил Кънчов („Македония. Етнография и статистика“) в 1900 година Букойчани има 180 жители българи християни.
На Етнографската карта на Битолския вилает на Картографския институт в София от 1901 година Букойчани е чисто българско село в Кичевската каза на Битолския санджак с 25 къщи.
Цялото християнско население на селото е под върховенството на Българската екзархия. По данни на секретаря на екзархията Димитър Мишев („La Macédoine et sa Population Chrétienne“) в 1905 година в Букойчани има 240 българи екзархисти.
При избухването на Балканската война в 1912 година 3 души от Букойчани са доброволци в Македоно-одринското опълчение.
След Междусъюзническата война в 1913 година селото попада в Сърбия.
На етническата си карта на Северозападна Македония в 1929 година Афанасий Селишчев отбелязва Букойчани като българско село.
Църквата „Свети Никола“ е изградена в 1970-те години на темели от стара църква, градена в 1882 година, а след това разрушена. Фреските са дело на зографа Кузман Фръчкоски, рисувани в периода от 1976 – 1978 година.
Според преброяването от 2002 година Букойчани има 97 жители.
| Националност | Всичко |
| македонци    | 23     |
| албанци      | 74     |
| турци        | 0      |
| роми         | 0      |
| власи        | 0      |
| сърби        | 0      |
| бошняци      | 0      |
| други        | 0      |

От 1996 до 2013 година селото е част от община Заяс.

## Личности
Родени в Букойчани
- Бранко Наумоски (р. 1951), юрист от Северна Македония, омбудсман, конституционен съдия
- Лазар Филков (1884 – 1957), български просветен деец и общественик

Починали в Букойчани
- Гаюр Дерала (? – 1943), албански революционер от Бали Комбътар
- Мехмед Мехмеди (1911 – 1945), югославски партизанин и деец на НОВМ
- Реджа Рушит Лимани (1896 – 1945), югославски партизанин и деец на НОВМ
- Реджеп Юсуфи (? – 1943), албански революционер от Бали Комбътар

Други
- Тома Филков, български лекар, по произход от Букойчани